# Thomas Wedgwood

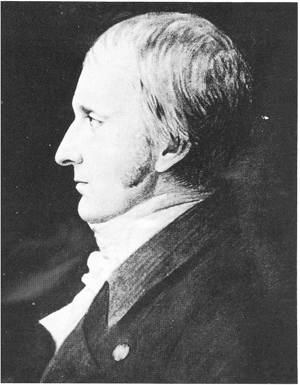
Thomas Wedgwood

Thomas Wedgwood (14 mei 1771 – 10 juli 1805) was een zoon van de pottenbakker Josiah Wedgwood. Thomas Wedgwood experimenteerde samen met Humphry Davy in een heel vroeg stadium met de ontwikkeling van de fotografie. 
Wedgwood moet worden gezien als de uitvinder van de technologie van de fotografie. In 1802 bedacht hij een methode om op chemische wijze het silhouet van een object in papier te branden door het papier te coaten met zilvernitraat en dit daarna aan natuurlijk licht bloot te stellen en het vervolgens in een donkere kamer te behoeden voor verdere doorbelichting, waardoor dit uiteindelijk zwart zou worden. In feite was dit de geboorte van de fotografie zoals we die tegenwoordig kennen. 
Door het ontbreken van de mogelijkheid van fixeren van het beeld bleef een verdere ontwikkeling van de fotografie voorlopig uit. Pas in 1839 ontdekte John Herschel een methode om negatieven te fixeren met natriumthiosulfaat. Tot die tijd konden de Wedgwoodfoto’s alleen maar worden bekeken in een donkere kamer bij kaarslicht.
De vinding van Wedgwood en Davy werd gepubliceerd in de London’s Journal of the Royal Institution onder de titel An Account of a Method of Copying Paintings upon Glass, and of Making Profiles, by the Agency of Light upon Nitrate of Silver. Invented by T.Wedgwood, Esq. Hiermee werden Wedgwoods procedures en resultaten vastgelegd en moedigde verdere pogingen aan om in de nabije toekomst een methode te vinden om foto’s op een permanente manier vast te leggen door een methode om deze te kunnen fixeren. 
Als jongvolwassene was Wedgwood heel geïnteresseerd in de beste manier om kinderen op te voeden. Hiervoor besteedde hij veel tijd aan het bestuderen van kinderen en hierbij kwam hij tot de conclusie dat de meeste informatie die de hersenen van de kinderen absorbeerden via hun ogen tot hen kwam. Hij legde hierdoor een verband tussen licht en beelden. Zijn pogingen om permanente afdrukken te creëren door gebruikmaking van licht werd tevens een poging tot hulp bij verbetering van onderwijs.